# À fleur de peau (film, 1988)
Pour les articles homonymes, voir À fleur de peau.
Pour plus de détails, voir Fiche technique et Distribution.
À fleur de peau (Two Moon Junction) est un film dramatique américain réalisé par Zalman King, sorti en 1988.

## Synopsis
April Delongpre (Sherilyn Fenn) est la fille aînée d'un puissant sénateur de l'Alabama et l'héritière d'une vieille et respectable famille du Sud. Après avoir obtenu son diplôme universitaire, April rentre chez ses parents pour l'été en attendant son mariage semi-arrangé avec son fiancé, Chad Douglas Fairchild (Martin Hewitt). Lorsqu'une fête foraine arrive en ville, April et Chad accompagnent ses deux sœurs cadettes au champ de foire, où April aperçoit de loin un rustre et vagabond nommé Perry Tyson (Richard Tyson). Lorsqu'April oublie accidentellement son portefeuille dans l'un des manèges, Perry le lui rend et se présente (après avoir regardé à l'intérieur et obtenu le nom et l'adresse d'April). Intriguée par le mystérieux vagabond, April retourne à la fête foraine le soir même pour parler à Perry, mais elle refuse ses avances. Quelques jours plus tard, alors que Chad est en week-end pour affaires et que ses parents et ses frères et sœurs sont également absents, April entame une liaison sordide avec Perry lorsqu'il débarque un matin chez elle et prend sa douche. Malgré son invitation à partir, April ne peut contenir ses pulsions pour Perry et ils font l'amour. April pleure ensuite et Perry s'en va.
Le lendemain, April rend visite à sa grand-mère Belle Delongpre (Louise Fletcher), sa confidente concernant ses amours passées. Après le départ d'April, Belle demande au shérif local Earl Hawkins (Burl Ives) de la surveiller.
April retourne à la fête foraine le soir même pour voir Perry, mais elle est consternée et jalouse lorsqu'elle le trouve ivre et en compagnie d'une autre vagabonde et cow-girl qui se présente comme Patti Jean (Kristy McNichol). Cette dernière emmène April avec elle dans le camion de Perry pour une tournée de bourbon afin de lui procurer plus d'alcool fort. Pendant le trajet, Patti divague sur sa vie et sa ville natale et flirte visiblement avec April. À la fête foraine, lorsqu'une attraction tombe en panne et met en danger les participants, Perry se bat avec d'autres employés de la fête foraine. Patti Jean et April reviennent et se joignent à la bagarre jusqu'à ce que le chien de Perry soit tué par l'un des employés et que les autres ordonnent à Perry et aux femmes de partir.
Après avoir enterré son chien dans un champ, April et Patti Jean emmènent Perry, déprimé, dans un bar-salle de billard où Patti Jean flirte à nouveau avec April et l'invite à danser avec elle. Cependant, au lieu de profiter de la curiosité d'April, Patti la pousse à retourner auprès de Perry et à poursuivre leur rendez-vous galant. Après le départ de Patti Jean, Perry emmène April faire un tour en moto, où ils s'installent dans un motel et font à nouveau l'amour.
Au matin, April quitte Perry pour récupérer sa voiture, qu'elle a laissée à la fête foraine après le départ de la fête foraine, ignorant que le shérif Hawkins la suit. April revient au motel et se dispute violemment avec Perry lorsqu'elle le surprend en train de flirter avec deux femmes de ménage. Pour apaiser les tensions, elle l'emmène déjeuner dans un restaurant du coin, où elle lui raconte sa vie et l'histoire d'une propriété familiale au bord d'un lac, le Two Moon Junction, qui était le terrain de jeu de son enfance. Cependant, April annonce à Perry qu'ils doivent se séparer, car elle doit retourner chez elle et retrouver sa vie privilégiée. Après son départ, le shérif Hawkins apparaît et arrête Perry, puis le conduit à la frontière de l'État et le menace implicitement de ne plus jamais revenir dans la région.
Quelques semaines plus tard, la veille du mariage d'April, elle rencontre à nouveau Perry, qui se présente pour travailler à la construction des tentes sur la propriété familiale pour la réception de mariage. Il est également repéré par Belle, qui le menace de quitter la ville et lui propose un pot-de-vin, mais Perry refuse. Belle appelle alors le shérif Hawkins pour l'informer du retour de l'amant d'April et lui demander de régler la situation.
Ce soir-là, alors que Chad fête son enterrement de vie de garçon, April se rend au Two Moon Junction, un pavillon délabré au bord d'un lac, où elle rencontre Perry, qui lui avait laissé un message pour le retrouver. April offre de l'argent à Perry pour qu'il quitte la ville et ne revienne jamais, mais Perry refuse à nouveau et l'exhorte à réaliser ses fantasmes longtemps refoulés depuis son enfance. April et Perry font à nouveau l'amour, mais April pleure à nouveau et quitte Perry pour de bon afin de retourner à sa vie.
Le lendemain matin, le jour du mariage, alors que Perry s'apprête à quitter la ville, l'un des adjoints du shérif Hawkins tente de le tuer, mais il le maîtrise et s'échappe. À l'église, alors qu'April s'apprête à se rendre à l'autel, Belle tente de la persuader de ne pas abandonner son mode de vie privilégié et lui ment en lui mentant que Perry a quitté la ville pour un pot-de-vin. April ne la croit pas, mais elle se rend néanmoins à l'église pour épouser Chad.
Quelque temps plus tard, Perry est aperçu en train de travailler comme plongeur dans une boîte de nuit de blues dans une autre ville. Après le travail, alors qu'il retourne à sa chambre de motel pour la nuit afin de s'occuper de son nouveau chien, il trouve April dans sa salle de bain en train de prendre un bain.

## Fiche technique
- Titre original : Two Moon Junction
- Titre français : À fleur de peau
- Réalisation : Zalman King
- Scénario : Zalman King et MacGregor Douglas
- Photographie : Mark Plummer
- Musique : Jonathan Elias
- Pays d'origine :  États-Unis
- Genre : Film dramatique
- Durée : 104 minutes
- Dates de sortie : 
  - États-Unis : 29 avril 1988
  - Australie : 8 septembre 1988
  - Royaume-Uni : 3 novembre 1989
  - France : 31 juillet 1991

## Distribution
- Sherilyn Fenn : April
- Richard Tyson : Perry
- Louise Fletcher : Belle
- Burl Ives : Sheriff Earl Hawkins
- Kristy McNichol : Patti Jean
- Martin Hewitt (en) : Chad
- Juanita Moore : Delilah
- Millie Perkins : Mrs. Delongpre
- Milla Jovovich : Samantha
- Hervé Villechaize : Smiley
- Dabbs Greer : Kyle
- Nancy Fish : Ball M.C.
- Screamin' Jay Hawkins : Chanteur